# Bruce Brown
 Bruce Brown Jr. (Massachusetts, 15 de agosto de 1996) é um jogador norte-americano de basquete profissional que atualmente joga no Denver Nuggets da National Basketball Association (NBA).
Ele jogou basquete universitário na Universidade de Miami e foi selecionado pelo Detroit Pistons com a 42° escolha geral no draft da NBA de 2018. Ele também jogou pelo Brooklyn Nets, Denver Nuggets e Indiana Pacers. Em 2023, foi um dos principais contribuintes para a conquista do título dos Nuggets. Apesar de ser abaixo da média em termos de altura, Brown joga nas posições de ala e nas duas posições de armador. Em 2025, após o fim da temporada, ele se tornou agente livre, assinando um contrato de um ano com o Denver Nuggets, time em que ele foi campeão em 2023.

## Carreira no ensino médio
Brown jogou basquete e futebol americano na Wakefield Memorial High School em Wakefield, Massachusetts. Em sua terceira temporada, ele foi transferido para a Vermont Academy em Saxtons River, Vermont.
Em seu último ano, Brown liderou sua equipe ao título do Conselho de Atletismo da New England e foi eleito o MVP do torneio.
Brown foi considerado um recruta de cinco estrelas pela 247Sports e pela ESPN e um recruta de quatro estrelas pela Rivals. Ele foi classificado como o 26° melhor jogador e o quinto melhor ala-armador na turma do ensino médio de 2016.
Em 18 de novembro de 2015, ele se comprometeu a jogar basquete universitário na Universidade de Miami.

## Carreira universitária

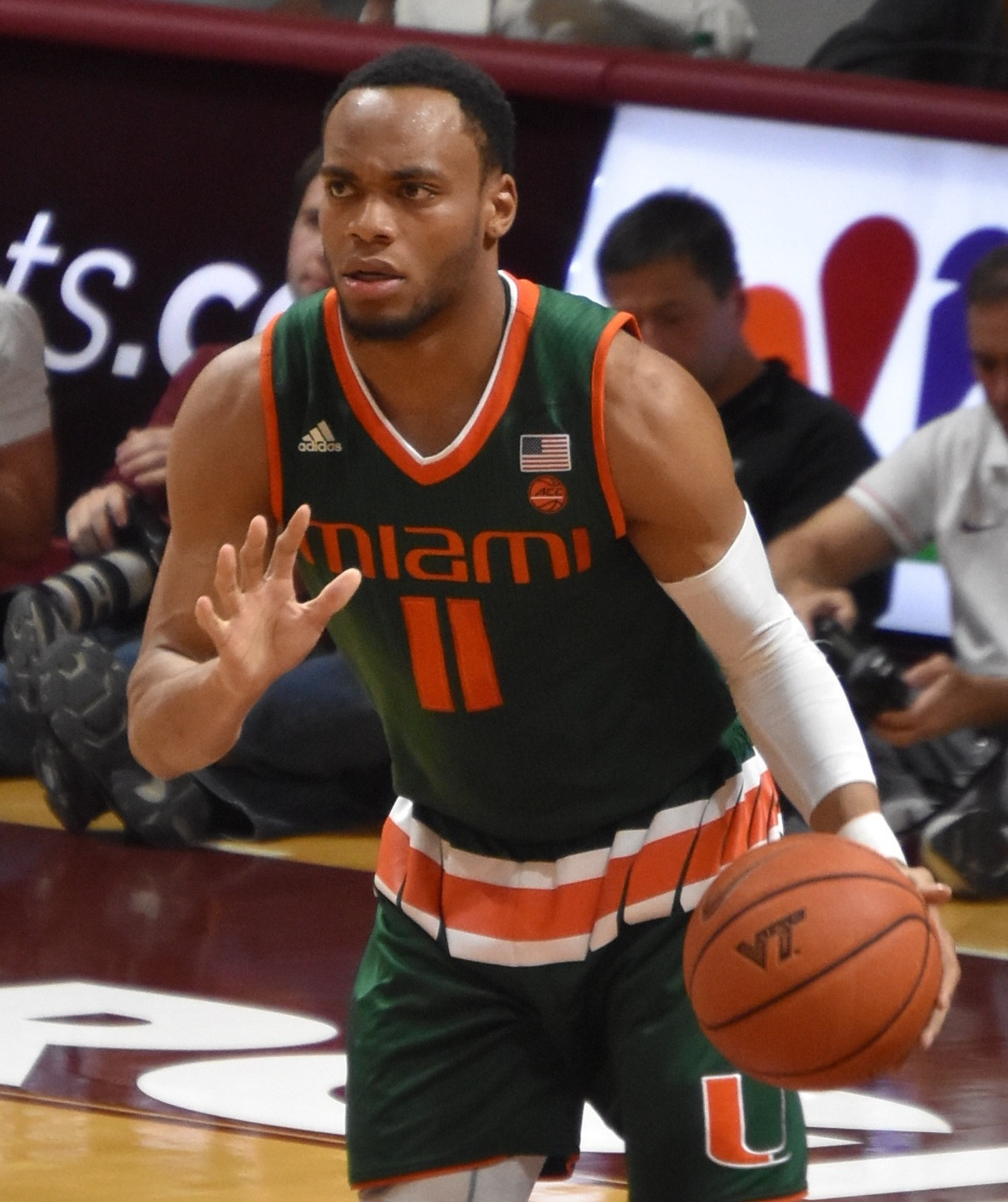
Brown jogando pelo Miami Hurricanes em 2017

Em seu primeiro ano em Miami, Brown jogou em 33 jogos e teve médias de 11.8 pontos, 5.6 rebotes e 3.2 assistências em 31.9 minutos.
Em seu segundo ano, ele jogou em 19 jogos e teve médias de 11,4 pontos, 7,1 rebotes e 4,0 assistências em 33.7 minutos. Ele perdeu a pós-temporada por causa de uma lesão no pé esquerdo.
Após a temporada, Brown se declarou para o draft da NBA de 2018, mas não contratou um agente, permitindo assim a possibilidade de retornar à universidade. Ele finalmente decidiu ficar no draft em 26 de maio de 2018.

## Carreira profissional

### Detroit Pistons (2018–2020)
Em 21 de junho de 2018, Brown foi selecionado pelo Detroit Pistons com a 42° escolha geral no draft da NBA de 2018.
Ele fez sua estreia na NBA em 17 de outubro de 2018 contra o Brooklyn Nets, registrando dois rebotes e uma assistência em 19 minutos de ação. Em 2 de novembro de 2019, ele registrou 22 pontos e sete assistências em uma vitória por 113-109 sobre os Nets. Em 2 de fevereiro de 2020, Brown registrou 19 pontos, 10 rebotes e oito assistências em uma vitória por 128-123 na prorrogação sobre o Denver Nuggets.

### Brooklyn Nets (2020–2022)
Em 19 de novembro de 2020, Brown foi negociado com o Brooklyn Nets em uma troca de três equipes.
Em 23 de fevereiro de 2021, ele marcou 29 pontos em uma vitória por 127–118 sobre o Sacramento Kings.
Em 23 de abril de 2022, ele marcou 26 pontos em uma derrota contra o Boston Celtics na primeira rodada dos playoffs. Seu desempenho nos jogos 2 e 3 foi notavelmente impressionante, já que ele marcou 23 ou mais pontos em ambas as partidas, apesar de ter passado dos 20 pontos apenas 4 vezes ao longo de toda a temporada regular.

### Denver Nuggets (2022–2023)
Em 7 de julho de 2022, Brown assinou um contrato de 2 anos e US$ 13.2 milhões com o Denver Nuggets. Em 23 de novembro, Brown registrou um triplo-duplo com 17 pontos, 13 rebotes e 10 assistências durante uma vitória contra o Oklahoma City Thunder.
Em 2023, Brown e o Nuggets alcançaram as Finais da NBA, onde derrotaram o Miami Heat em cinco jogos para dar a Brown seu primeiro título da NBA. No Jogo 4 da série, Brown marcou 21 pontos, incluindo 11 no quarto quarto, para ajudar o Denver a abrir uma vantagem de 3-1 na série com uma vitória por 108-95 sobre o Heat. No Jogo 5, Brown marcou os pontos decisivos em uma bandeja após um rebote ofensivo com pouco mais de noventa segundos restantes no jogo, e acertou dois lances livres para torná-lo um jogo de duas posses com menos de trinta segundos restantes, enquanto o Nuggets derrotava o Miami por 94-89 para conquistar seu primeiro título na história da franquia após um jejum de 47 anos.

### Indiana Pacers (2023–2024)
Em 6 de julho de 2023, Brown assinou um contrato de 2 anos e US$45 milhões com o Indiana Pacers. Brown viu um aumento em seu papel em Indiana, conquistando uma posição de titular como o jogador mais bem pago para a temporada de 2023-24. Em 25 de outubro de 2023, Brown impressionou em sua estreia, marcando 24 pontos com um recorde pessoal de 6 arremessos de três, além de 3 rebotes e um roubo de bola em uma vitória sobre o Washington Wizards.

### Toronto Raptors (2024–Presente)
Em 17 de janeiro de 2024, os Pacers negociaram Brown, juntamente com Jordan Nwora, Kira Lewis Jr. e três escolhas de primeira rodada do draft, para o Toronto Raptors em troca de Pascal Siakam.

## Estatísticas da carreira

### NBA

#### Temporada regular
| Ano      | Equipe   | PJ  | PT  | MPJ  | AP   | 3P   | LL   | RT  | AS  | BR  | TO | PPJ  |
| -------- | -------- | --- | --- | ---- | ---- | ---- | ---- | --- | --- | --- | -- | ---- |
| 2018–19  | Detroit  | 74  | 56  | 19.6 | .398 | .258 | .750 | 2.5 | 1.2 | .5  | .5 | 4.3  |
| 2019–20  | Detroit  | 56  | 43  | 28.2 | .443 | .344 | .739 | 4.7 | 4.0 | 1.1 | .5 | 8.9  |
| 2020–21  | Brooklyn | 65  | 37  | 22.3 | .556 | .288 | .735 | 5.4 | 1.6 | .9  | .4 | 8.8  |
| 2021–22  | Brooklyn | 72  | 45  | 24.6 | .506 | .404 | .758 | 4.8 | 2.1 | 1.1 | .7 | 9.0  |
| 2022–23  | Denver   | 80  | 31  | 28.5 | .483 | .358 | .758 | 4.1 | 3.4 | 1.1 | .6 | 11.5 |
| 2023-24  | Indiana  | 34  | 33  | 29.7 | .475 | .327 | .817 | 4.7 | 3.0 | 1.1 | .2 | 12.1 |
| 2023-24  | Toronto  | 34  | 11  | 26.0 | .481 | .317 | .833 | 3.8 | 2.7 | .7  | .3 | 9.6  |
| Carreira | Carreira | 415 | 256 | 25.5 | .477 | .328 | .769 | 4.2 | 2.5 | .9  | .4 | 9.1  |

#### Play-in
| Ano  | Equipe   | PJ | PT | MPJ  | AP   | 3P   | LL | RT  | AS  | BR  | TO | PPJ  |
| ---- | -------- | -- | -- | ---- | ---- | ---- | -- | --- | --- | --- | -- | ---- |
| 2022 | Brooklyn | 1  | 1  | 40.4 | .421 | .333 | –  | 9.0 | 8.0 | 3.0 | .0 | 18.0 |

#### Playoffs
| Ano      | Equipe   | PJ | PT | MPJ  | AP   | 3P   | LL    | RT  | AS  | BR  | TO | PPJ  |
| -------- | -------- | -- | -- | ---- | ---- | ---- | ----- | --- | --- | --- | -- | ---- |
| 2019     | Detroit  | 4  | 2  | 14.3 | .357 | .200 | 1.000 | 2.0 | .5  | .5  | .3 | 3.3  |
| 2021     | Brooklyn | 12 | 5  | 23.1 | .506 | .182 | .813  | 5.1 | 2.1 | .7  | .4 | 7.9  |
| 2022     | Brooklyn | 4  | 4  | 34.8 | .568 | .429 | .800  | 4.8 | 2.8 | 1.3 | .8 | 14.0 |
| 2023     | Denver   | 20 | 0  | 26.6 | .511 | .316 | .857  | 4.0 | 1.9 | 1.1 | .5 | 12.0 |
| Carreira | Carreira | 40 | 11 | 24.7 | .485 | .281 | .867  | 3.9 | 1.8 | .9  | .5 | 9.3  |

### Universidade
| Ano      | Equipe   | PJ | PT | MPJ  | AP   | 3P   | LL   | RT  | AS  | BR  | TO | PPJ  |
| -------- | -------- | -- | -- | ---- | ---- | ---- | ---- | --- | --- | --- | -- | ---- |
| 2016–17  | Miami    | 33 | 29 | 31.9 | .459 | .347 | .744 | 5.6 | 3.2 | 1.5 | .5 | 11.8 |
| 2017–18  | Miami    | 19 | 19 | 33.7 | .415 | .267 | .629 | 7.1 | 4.0 | 1.3 | .8 | 11.4 |
| Carreira | Carreira | 52 | 48 | 32.8 | .437 | .307 | .686 | 6.3 | 3.6 | 1.4 | .6 | 11.6 |

Fonte:

## Prêmios e Homenagens
NBA
- Campeão da NBA: 2023